# Corydalis pseudoadunca
Corydalis pseudoadunca är en vallmoväxtart som beskrevs av Mikhail Grigoríevič Popov. Corydalis pseudoadunca ingår i släktet nunneörter, och familjen vallmoväxter. Inga underarter finns listade i Catalogue of Life.